# Jef Geeraerts

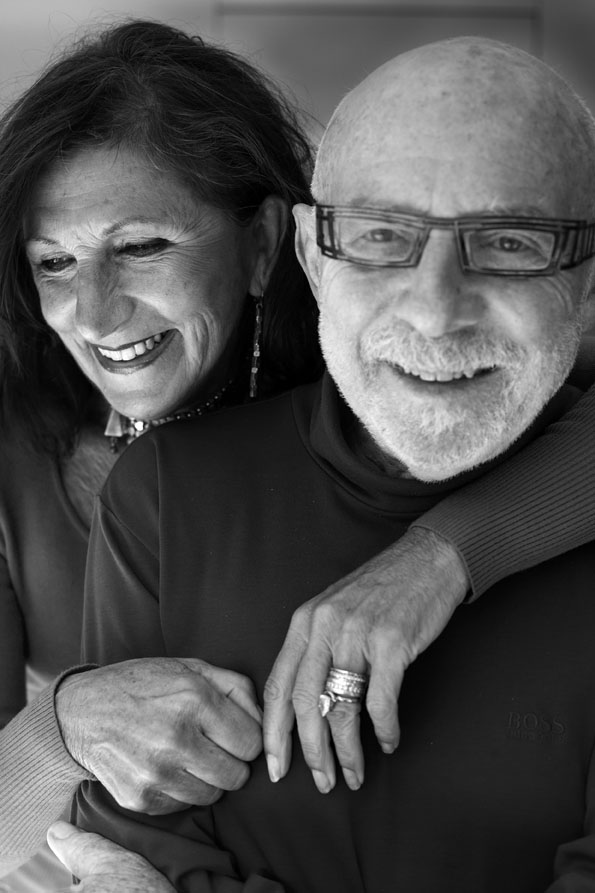
Jef Geeraerts mit seiner Frau Eleonore Vigenon

Jozef Adriaan Anna Geeraerts (* 23. Februar 1930 in Antwerpen; † 11. Mai 2015 in Gent, Belgien) war ein belgischer Autor, der besonders wegen seiner gesellschaftskritischen Kriminalromane bekannt wurde.

## Leben
Geraerts war Kind wohlhabender Eltern (Frans Geeraerts und Anna van der Heiden). Er besuchte eine kommunale Jungenschule, später das von Jesuiten geleitete französischsprachige Onze Lieve Vrouwecollege. An einer Kolonialschule studierte er Politik- und Verwaltungswissenschaften.
Er wurde zum Militärdienst eingezogen. Diese Zeit, die er in Deutschland zubrachte, schloss er als Reserveleutnant ab. Nach seiner Dienstzeit heiratete er und arbeitete als Redakteur der Nieuw Vlaams Tijdschrift. Mit seiner ersten Frau hatte er drei Kinder.
1954 ging Jef Geeraerts als Verwaltungsbeamter in die damalige Kolonie Belgisch Kongo. Dort brachte er es zum Bezirksverwalter im Distrikt Bumba. Ab 1959 kommandierte er als Freiwilliger eine Spezialeinheit, welche die verfeindeten Stämme der Baluba und der Lulua auseinanderhalten sollte. 1960 wurde er schwer verwundet und kehrte im August desselben Jahres nach Belgien zurück. Die Erfahrungen aus seiner Zeit im Kongo führten zu einer tiefen Lebenskrise.
Er studierte ab 1962 Germanistik an der Freien Universität Brüssel.
Im selben Jahr erschien sein erster Roman Ik ben maar een neger. 1963 wurde er von seiner Frau geschieden.
1968 erschien Gangreen 1. Black Venus, ein Roman mit autobiografischen Zügen. Der Roman wurde 1969 mit dem Staatspreis für erzählende Prosa ausgezeichnet. Das Justizministerium beschlagnahmte wenig später die Bücher. Es folgte eine Reihe von weiteren Romanen, die den belgischen Kolonialismus und die Aktivitäten der belgischen Paramilitärs im Kongo anprangerten. Mit diesen Werken verarbeitete Jef Geeraerts die traumatischen Erfahrungen seiner Kolonialzeit.
1978 zweite Ehe mit Eleonore Vigenon. Vorübergehend war er Redakteur des Elseviers Weekblad. Er lieferte Beiträge für Panorama und Nieuw Wereldtijdschrift. Einige seiner Romane wurden verfilmt, viele in verschiedene Sprachen übersetzt.
In seinen späten Jahren schrieb Jef Geeraerts vor allem anspruchsvolle Kriminalromane, in denen er Belgien mit schonungsloser Härte darstellte.
Jef Geeraerts starb am 11. Mai 2015 im Alter von 85 Jahren an einem Herzinfarkt.

## Auszeichnungen
- 1969 Staatspreis für erzählende Prosa, Belgien
- 1986 Diamanten Kogel für De zaak Alzheimer
- 1999 Hercule-Poirot-Preis für De PG
- 2003 Diamanten Kogel für Dossier K.
- 2004 Namensgeber für den Asteroiden (13027) Geeraerts

## Werke

### Romane
- Ik ben maar een neger. 1962
- Schroot. 1963
- Zonder clan. 1965
- Het verhaal van Matsombo. 1966
  - deutsch: Scharlatan auf heißer Erde: Die Geschichten des Grégoire-Désiré Matsombo, 1969
- Gangreen 1. Black Venus. 1968
  - deutsch: Im Zeichen des Hengstes, 1971
- Gangreen 2. De goede moordenaar. 1972
- De fotograaf. 1972
- Gangreen 3. Het teken van de hond. 1975
- Dood in Bourgondië. 1976
- Gangreen 4. Het zevende zegel. 1977
- Kodiak.58. 1979
- De coltmoorden. 1980
  - deutsch: Die Coltmorde. 1990 Aufbau-Verlag ISBN 3-351-01258-6
  - deutsch: Coltmorde. Unionsverlag, Zürich 2003 ISBN 3-293-20254-3
- Jagen. 1981
- Diamant. 1982
- Drugs. 1983
- De trap. 1984
- De zaak Alzheimer. 1985
- Het Sigmaplan. 1986
- Romeinse suite. 1987
- Zand. 1988
- Schieten. 1988
- Sanpaku. 1989
  - deutsch: Sanpaku, 1992
- Double-face. 1990
  - deutsch: Double face, 1992
- Z 17. 1991
- Het Rashomon-complex. 1992
- Op avontuur met jef Geeraerts. 1992
- De Cu Chi case. 1993
- De nachtvogels. 1994
- Goud. 1995
- De PG. 1998
  - deutsch: Der Generalstaatsanwalt. Unionsverlag, Zürich 2004 ISBN 3-293-20288-8
- De ambassadeur. 2000
- Dossier K. 2002
  - deutsch: Codex K. Unionsverlag, Zürich 2006

### Andere Werke
- De trologdieten. 1966, Erzählung
- De zeven doeken der schepping. 1967, Drama
- Indian summer. 1969, Erzählung
- Avondspelen. 1970, Hörspiel
- Concerto. 1970, Hörspiel
- Tien brieven over liefde en dood. 1971, Erzählungen
- Avondspelen. 1971, Fernsehspiel
- Ode aan Ignatius. 1972, Hörspiel
- Verhalen. 1973, Erzählungen
- Reizen met Jef Geeraerts. 1974, Reportagen
- Kongo en daarna. 1975, Erzählung
- De heilige kruisvaart. 1976, pamflet
- Gedachten van een linkse bourgois. 1977, Aphorismen
- De zaak Jespers. 1978, Reportage
- Laatste brief rondom liefde en dood. 1980, Briefe
- Over gedichten vol liefde en verukking. 1982, Essay
- Marcellus. 1985, Briefe
- Gesprekken. 1987, Interviews
- Het huis genaamd "Les Hêtres". 1989, Erzählung
- Achttien verhalen. 1992, Erzählungen

## Verfilmungen

### Belgische Verfilmungen
Drei Romane mit dem Ermittlerduo Vincke und Verstuyft wurden verfilmt und erschienen zumindest in ihrem Herkunftsland Belgien im Kino. Auf Deutsch wurden sie auch unter dem Reihentitel Tatort Antwerpen im Fernsehen ausgestrahlt.
| Jahr | Originaltitel     | Deutscher Titel | Originaltitel des verfilmten Romans |
| ---- | ----------------- | --- | ----------------------------------- |
| 2003 | De Zaak Alzheimer | Totgemacht – The Alzheimer Case Lost Memory – Killer ohne Erinnerung (alternativ) The Alzheimer Case – totgemacht (alternativ) Mörder ohne Erinnerung (alternativ) | De Zaak Alzheimer                   |
| 2009 | Dossier K.        | Das Recht auf Rache – Im Fadenkreuz des Clans Ungesühnt (alternativ)                                                                                               | Dossier K.                          |
| 2017 | Het Tweede Gelaat | Das letzte Opfer | Double-face                         |

### Hollywood-Verfilmung
Die belgische Verfilmung Totgemacht – The Alzheimer Case des Romans De Zaak Alzheimer wurde durch Martin Campbell neu verfilmt, dieser Film erschien 2022 unter dem Titel Memory – Sein letzter Auftrag.